# Мафтуни, Надя
Надя Мафтуни (перс. نادیا مفتونی‎, род. 14 января 1966, Тегеран) — иранский учёный, писательница-философ и художница. Она наиболее известна как ведущий исследователь философии Аль-Фараби, Авиценны и Сухраварди с её современным прочтением их работ. Является признанным исследователем в области юриспруденции и истории ислама. Адъюнкт-профессором Тегеранского университета, член отдела философии и исламской теологии. Старший научный сотрудник Йельской школы права, входит в совет журнала History of Philosophy Quarterly. Известна тем, что сделала предложение иранскому художнику Хоссейну Нури, когда он уже был прикован к инвалидной коляске.

## Ранние годы
Подростком она стала одной из избранных учениц NODET на втором году её основания. Она поступила в Технологический университет Шарифа и начала изучать прикладную физику.

## Брак

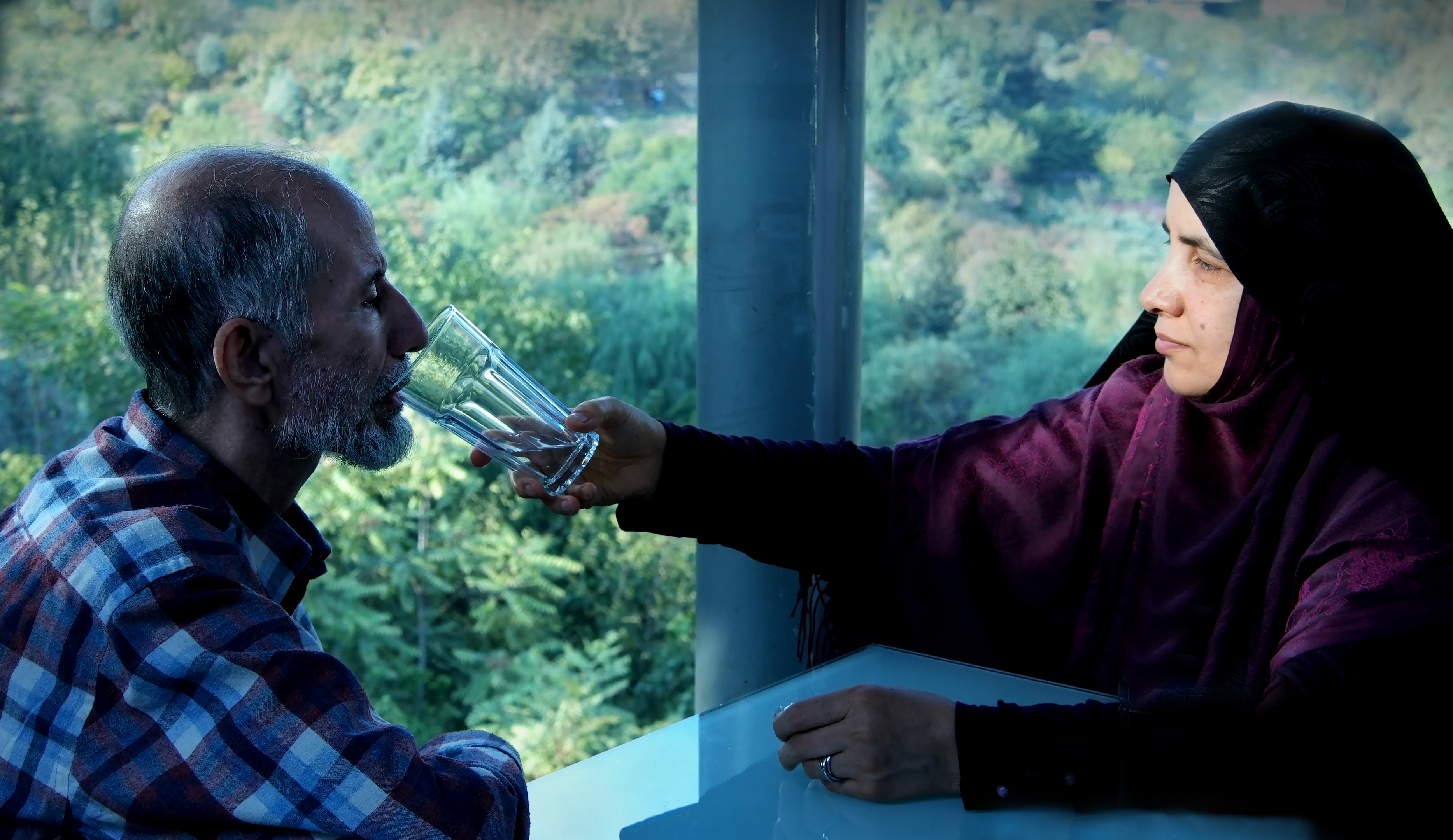
Хоссейн Нури и Надя Мафтуни

Мафтуни впервые увидела Хоссейна Нури, когда его пригласили выступить с речью в университете Шарифа. Нури уже передвигался в инвалидной коляске из-за пыток в 1972 году за написание политической сатиры. Мафтуни, очарованная его словами, влюбилась в него и сделала ему предложение. Она оставила учёбу и семью, чтобы жить с Нури, который тогда жил в приграничном городе Торбете-Джам. Там Надя родила двоих сыновей. Через несколько лет они переехали в Мешхед, а затем в Тегеран.

## Академическая карьера
В 1999 году Мафтуни подала документы на философию в Мешхедский университет имени Фирдоуси. Год спустя она перевелась в Тегеранский университет, поскольку семья переехала в Тегеран. Там она окончила учёбу со степенью бакалавра, магистра и доктора философии и исламского богословия и стала членом философского факультета. Она также является старшим научным сотрудником Йельского университета. Кроме того, она входит в совет журнала History of Philosophy Quarterly.

## Карьера художницы

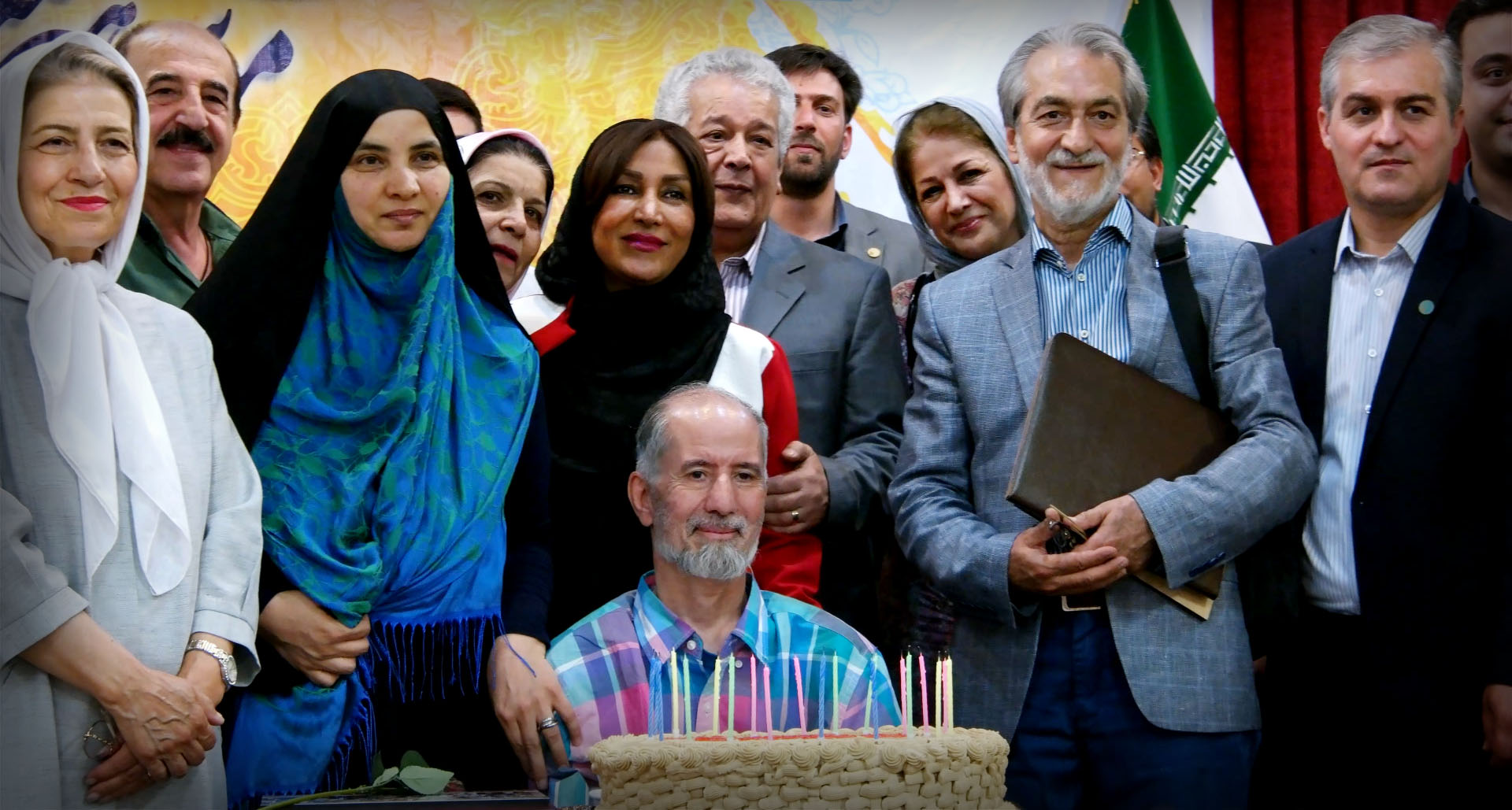
Хоссейн Нури, Надя Мафтуни, Реза Фаязи, Маджид Энтезами и некоторые другие члены Общества выдающихся художников Ирана.

Мафтуни училась живописи у Нури и вместе с Нури провела множество выставок своих работ. В 2004 и 2010 годах у пары было две выставки в Париже. В 2005 году они представили свои работы в Пекине, а два года спустя в Берлине. В 2008 году они отправились в Алжир на свою следующую выставку, а в 2010 году их следующей остановкой стал Бейрут. В том же году их картины принимала Вена.

## Публикации

### Избранные статьи
- Explanation of Diversity and Its Role in Farabi’s Utopia, Biannual Journal of Avicinian Philosophy, Vol. 38, 2008.
- A Comparative Study of Revelation and Prophecy according to Farabi and Ibn Sina, Biannual Journal of Avicinian Philosophy, Vol. 39, 2008.
- Peripatetic Imagination, Ishraqi Imagination and Creativity, Kheradname-ye Sadra, Vol. 55, 2009.
- Ibn Sina’s Inner Perception in the Symbolic Treatises of Suhrawardi, Biannual Journal of Avicinian Philosophy, Vol. 41, 2009.
- Art as Cultural Strategy in Farabi’s Thought, Strategy of Culture, Vol. 10-11, 2012.
- Evaluating Imaginal Forms from Farabi’s Point of View, Ma’rifat-i Falsafi, Vol. 32, 2011.
- Ethical Evaluation of the Subject of Artworks, Conference of Professional ethics in Civilization of Iran and Islam, 2007.
- Position of Artist in Farabi’s Politics, Conference of Farabi and Construction of Islamic Philosophy, 2010.
- Art As It Is, and Art As It Should Be: An Analytical Study of Farabi, Transcendent Philosophy, Vol. 13, 2012.
- Suhrawardi’s Viewpoint on Human’s Progressive Motion (N. Maftouni, M. Nuri) Pazhuhesh Name-e Akhlaq, Vol. 25, Autumn 2014.
- Panamatorism according to Ibn Sina and Suhrawardi, Biannual Journal of Avicinian Philosophy, Vol. 48, Autumn and Winter 2012.
- Foundations and Consequences of Suhrawardi’s Theory of Imagination, Falsafe va Kalame Eslami, Vol. 5, Spring and Summer 2013.
- Conceptualization of Aesthetics according to Farabi, Kheradname-ye Sadra, Vol. 68, Summer 2012.
- The Relationship between Thought and Imagination: A Case Study of Suhrawardi’s Tale of Occidental Exile (N. Maftouni, M. Nuri) Philosophy and Children, Vol. 1/4, Winter 2014.
- The Ladder-Like Process of Thinking and Imagination in Farabi’s Viewpoint (N. Maftouni, M. Nuri) Philosophy and Children, Vol. 2/3, Autumn 2014[10].

### Избранные книги
- Farabi, Imagination and Artistic Creativity, Tehran, Sureh, 2010.
- Art Ethics according to Farabi, Tehran, Cinema Foundation of Farabi, 2012.
- Research in the Mirror of Ethics, Tehran, Khane Ketab, 2013[11].
- Philosophy of Science according to Philosophers of the Islamic Era, Tehran, Sorush, 2014.
- Farabi and Philosophy of Utopian Art, Tehran, Sorush, 2014.
- Farabi and Conceptualization of Utopian Art, Tehran, Sureh, 2014.
- Images of Illumination, Tehran, Vaya, 2015.
- Philosophy on Stage: Dramosophy of Hossein Nuri’s Plays, Qom, Majnun, 2016[12].